# Qangwa
Qangwa is een dorp in het district North-West in Botswana. De plaats telt 683 inwoners (2011).